# Le Poirier de misère
Le Poirier de Mère Misère est un film d'animation belge en couleur réalisé par Jean Coignon en 1961.

## Fiche technique
Pellicule Gévacolor 35 mm.
Développement et tirage: Laboratoire L.J. Dassonville, Bruxelles.
Sonorisation: Studio Cité, ingénieur du son André Notte, Bruxelles.
Commanditaire: Service cinématographique du ministère de l'éducation nationale, Bruxelles.
Scénario, réalisation (et production) Jean Coignon.
Distribution: ministère de l'éducation nationale, Bruxelles.

## Synopsis
Le poirier de Misère. D'après une légende flamande.
Une vieille mendiante appelée Mère Misère vit avec un chien fidèle dans une pauvre masure. Son seul trésor est un poirier qui porte des fruits délicieux. Mais ceux-ci sont toujours dérobés sans que son chien ni elle-même ne puissent l'empêcher.
Un jour un vieillard frappe à la porte et demande l'hospitalité. Dans la mesure de ses pauvres moyens, Mère Misère le nourrit et lui cède son lit pour la nuit. Le lendemain le vieillard, pour la récompenser, lui promet d'exaucer le vœu de son choix : carrosse, bijou, richesse...
Le souhait de la vieille est « que mon poirier porte des fruits toute l'année et que les voleurs y restent collés ». Son vœu se réalise et, pour délivrer les voleurs, il lui suffit de dire « Fer de cendre. Ecorce et vérité »... Quelque temps plus tard, Dame Misère reçoit une autre visite : la Mort armée de sa faucille... Pour gagner du temps, la vieille invite le sinistre personnage à monter dans son poirier où il est maintenu prisonnier... Dorénavant plus personne ne meurt, joie et liesse règnent partout... sauf pour les croque-morts.
Mais, si la mort a disparu, ce n'est pas le cas de la souffrance.
Alors, surgit le Diable qui propose à Mère Misère de libérer la Mort en échange de quoi elle aura, pour elle, l'éternité et, pour l'humanité, la fin de la guerre et des souffrances. Dame Misère, émue des souffrances humaines, accepte. Elle délivre la Mort et... aussitôt, tous les êtres humains meurent et toute vie disparaît ! Car la promesse était de mettre fin à la guerre et aux souffrances. Pas de faire disparaître la Mort qui, en étant libérée de l'arbre qui la retenait, retrouve tous ses droits et s'empresse d'honorer la promesse du Diable. Il n'y a plus, en effet, ni souffrance, ni guerre puisque tout le monde est mort. Même le chien fidèle meurt, car, pour Mère Misère, il était comme elle-même et devait donc survivre comme elle, ce qu'elle avait omis de préciser dans le marché. Marché de dupes, Mère Misère reste seule au monde pour l'éternité.